# Acriopsis
Die Pflanzengattung Acriopsis aus der Familie der Orchideen (Orchidaceae) besteht aus acht Arten, die in den Tropen Südostasiens verbreitet sind. Sie wachsen epiphytisch. Charakteristisch ist, dass zwei Blütenhüllblätter miteinander verwachsen sind.

## Beschreibung

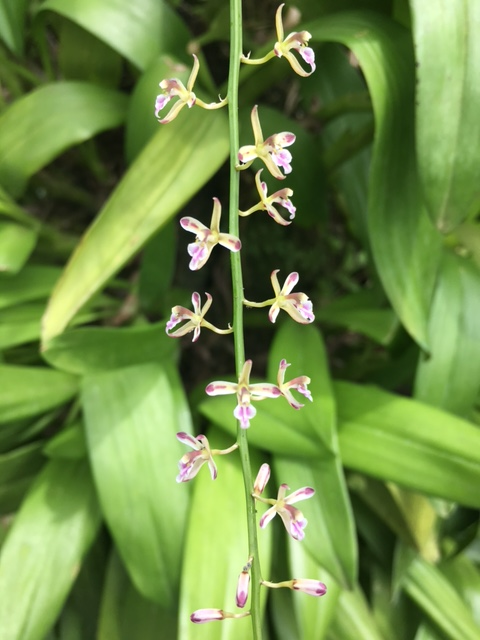
Acriopsis liliifolia var. liliifolia

Die Arten der Gattung Acriopsis wachsen sympodial. Die Sprossachsen sind zu rundlichen oder zwiebelförmigen, dicht beieinander stehenden Pseudobulben verdickt, die aus mehreren Internodien bestehen. Die Wurzeln sind dünn und von Velamen umgeben. Sie bilden eine verzweigte Masse von Luftwurzeln, die herabfallende Blätter und Ähnliches auffangen. Im oberen Bereich der Pseudobulben sitzen zwei bis vier Laubblätter. Sie sind zweizeilig angeordnet, steif abstehend und linealisch geformt. Der Blattgrund umfasst die Sprossachse, er ist durch ein Trenngewebe von der Blattspreite abgesetzt.
Der Blütenstand erscheint seitlich aus der Basis der Pseudobulben. Der Blütenstängel ist dünn, aufrecht bis seitlich überhängend, unverzweigt bis wenig verzweigt. Die resupinierten Blüten blühen nacheinander auf und halten jeweils nur wenige Tage. Sie sind bräunlich, braun-rot, weiß oder grün gefärbt. Die beiden seitlichen Sepalen sind komplett miteinander verwachsen und befinden sich, schaut man die Blüte von vorne an, hinter dem Labellum. Alle Blütenblätter außer der Lippe sind etwa gleich geformt und gefärbt. Die Lippe ist in ihrem unteren Teil mit der Säule zu einer Röhre verwachsen, der freie Teil knickt nach unten ab und ist dreilappig oder ungelappt. Die Säule ist durch zwei kleine abstehende Anhängsel im vorderen Bereich gekennzeichnet. Das Staubblatt sitzt am Ende der Säule unter einer Haube. Es enthält zwei Pollinien, die über ein Stielchen mit einer Klebscheibe (Viscidium) verbunden sind. Jedes Pollinium ist tief gefurcht und seitlich stark zusammengedrückt. Die Narbe besteht aus einer ovalen Fläche.
Die Chromosomenzahl beträgt 2n=40.

## Verbreitung
Die Gattung Acriopsis ist im tropischen Asien verbreitet. Im Nordwesten des Verbreitungsgebiets wird Indien besiedelt, vom Süden Chinas reicht die Verbreitung über Hinterindien und die indonesische Inselwelt bis nach Neuguinea und erreicht mit einer Art den Nordosten Australiens.
Es sind epiphytisch wachsende Pflanzen, die im unteren Stammbereich wachsen.

## Systematik und botanische Geschichte
Acriopsis wurde von Carl Ludwig Blume 1825 mit der Art Acriopsis javanica (heute ein Synonym zu Acriopsis liliifolia) in Catalogus van eenige der Merkwaardigste Zoo in- als Uitheemse Gewassen te Vinden in 's Lands Plantentuin te Buitenzorg... Seite 97 beschrieben. Er übernahm dabei einen Namen, den vorher Caspar Georg Carl Reinwardt verwendet hatte. Der Name Acriopsis bedeutet „einer Heuschrecke ähnelnd“, was sich nach Helmut Genaust auf das Aussehen der bräunlichen Blüten bezieht, Nach „Australian orchid genera“ bezieht sich das speziell auf das Aussehen der Säule.
Innerhalb der Tribus Cymbidieae stellt Robert Louis Dressler sie in eine eigene Subtribus Acriopsidinae. Eine früher angenommene Verwandtschaft mit Thecostele bestätigt er nicht. Er ordnet die Gattung dagegen nahe der Subtribus Cyrtopodiinae ein.
Folgende Arten werden unterschieden:
- Acriopsis carrii Holttum: Sie kommt auf der Malaiischen Halbinsel vor.[2]
- Acriopsis densiflora Lindl.: Sie kommt in Malaysia, Borneo und Sumatra vor.[2] Mit zwei Varietäten:
  - Acriopsis densiflora var. borneensis (Ridl.) Minderh. & de Vogel: Sie kommt nur auf Borneo vor.[2]
  - Acriopsis densiflora var. densiflora: Malaysia, Borneo und Sumatra.[2]
- Acriopsis emarginata D.L.Jones & M.A.Clem.: Nördliches Queensland.[2]
- Acriopsis floribunda Ames: Philippinen.[2]
- Acriopsis gracilis Minderh. & de Vogel: Borneo.[2]
- Acriopsis indica C.Wright: Sie kommt von Assam bis Yunnan und Malesien vor.[2]
- Acriopsis inopinata Phoon & P.O’Byrne: Die 2009 erstbeschriebene Art kommt auf der Malaiischen Halbinsel vor.[2]
- Acriopsis latifolia Rolfe: Sie kommt auf der Malaiischen Halbinsel vor.[2]
- Acriopsis liliifolia (J.König) Seidenf.: Mit zwei Varietäten:
  - Acriopsis liliifolia var. auriculata (Minderh. & de Vogel) J.J.Wood: Sie kommt von Indochina bis ins westliche Malesien vor.[2]
  - Acriopsis liliifolia var. liliifolia (Syn.: Acriopsis javanica Reinw. ex Blume): Sie kommt vom Sikkim bis zu den Inseln im nordwestlichen Pazifik vor.[2]
- Acriopsis ridleyi Hook.f.: Sie kommt in Thailand, Malaysia und Borneo vor.[2]